# Курышев, Иван Игнатьевич
Иван Игнатьевич Курышев (2 июля 1896, дер. Бор, Борская волость, Нижегородский уезд, Нижегородская губерния — 5 мая 1984, Москва) — советский военачальник, генерал-майор (20 декабря 1942).

## Начальная биография
Иван Игнатьевич Курышев родился 2 июля 1896 года в деревне Бор, ныне городе Нижегородской области России.

## Военная служба

### Первая мировая и гражданская войны
8 августа 1915 года призван в ряды Русской императорской армии и направлен в 183-й запасной пехотный полк, дислоцированный в Нижнем Новгороде, в составе которого в декабре окончил учебную команду в чине ефрейтора.
В мае 1916 года И. И. Игнатьев переведён в Глазовский 333-й пехотный полк (84-я пехотная дивизия), после чего принимал участие в боевых действиях на Румынском фронте. В феврале 1918 года демобилизован из рядов армии, после чего вернулся на родину и работал на валяно-сапожной фабрике в деревне Софроново (ныне ОАО «Борская войлочная фабрика», городской округ Бор, Нижегородская область).
18 августа 1918 года призван в ряды РККА и направлен телефонистом в батальон связи в составе 11-й стрелковой дивизии, после чего принимал участие в боевых действиях против войск под командованием П. Н. Краснова и Н. Н. Юденич на Южном и Западном фронтах. С декабря 1919 года находился в отпуске на родине в связи с заболеванием возвратным тифом.
После выздоровления в апреле 1920 года направлен в 4-й инженерный батальон, дислоцированный в Нижнем Новгороде, а в мае того же года переведён на учёбу на 24-е Нижегородские пехотные командные курсы, после окончания которых назначен на должность командира взвода в составе 9-го стрелкового полка (3-я Крымская стрелковая дивизия), после чего принимал участие в боевых действиях против бандитизма на территории Крыма.

### Межвоенное время
После окончания боевых действий И. И. Курышев продолжил служить в составе 9-го стрелкового полка 3-й Крымской стрелковой дивизии на должностях помощника командира и командира роты. В ноябре 1923 года направлен на учёбу в Высшую объединённую военную школу имени Главкома С. С. Каменева в Киеве, после окончания которой в октябре 1924 года вернулся в полк, где служил на должностях помощника начальника полковой школы и командира роты.
В сентябре 1927 года назначен на должность помощника начальника 1-й (оперативной) части штаба 3-й Крымской стрелковой дивизии, в январе 1930 года — на должность начальника 4-го отделения штаба 15-й Сивашской стрелковой дивизии, в сентябре 1931 года — на должность помощника начальника штаба 54-го укреплённого района Украинского военного округа, дислоцированного в городе Кодыма, в мае 1934 года — на должность командира отдельного пулемётного батальона в составе этого же укреплённого района, а в августе 1934 года — на должность помощника командира по строевой части 287-го стрелкового полка (96-я стрелковая дивизия). В феврале 1936 года направлен на учёбу на курсы «Выстрел», после окончания которых в июле того же года вернулся на прежнюю должность.
В июне 1937 года майор И. И. Курышев направлен в Испанию, где, находясь на должностях одного из руководителей Интернациональной бригады, советника дивизии и советника корпуса, принимал участие в боевых действиях на севере страны, в районе городов Сантандер, Хихон и Теруэль в ходе гражданской войны.
В апреле 1938 года вернулся из Испании и в июле назначен на должность командира 286-го стрелкового полка в составе 96-й стрелковой дивизии, в августе того же года — на должность командира 70-го стрелкового полка в составе 3-й стрелковой дивизии (2-я Краснознамённая армия, Дальневосточный военный округ), в июле 1940 года — на должность начальника пехоты и заместителя командира 3-й стрелковой дивизии, а в марте 1941 года — на должность командира 223-й стрелковой дивизии (Уральский военный округ), которая в мае была передислоцирована в Прибалтийский военный округ, где была преобразована в 10-ю воздушно-десантную бригаду в составе 5-го воздушно-десантного корпуса.
3 июня 1941 года полковник И. И. Курышев назначен на должность командира 182-й стрелковой дивизии в составе 22-го стрелкового корпуса (27-я армия), дислоцированной в городе Выру.

### Великая Отечественная война
С началом войны дивизия после перевода на штат военного времени была передислоцирована в район Порхова, после чего вела тяжёлые боевые действия на Псковско-Островском укреплённом районе.
28 июля 1941 года назначен на должность командира 9-й воздушно-десантной бригады, которая отступала на холмское и затем на демянское направление, а в октябре была выведена на переформирование в резерв Ставки Верховного Главнокомандования. С января 1942 года бригада под командованием полковника И. И. Курышева принимала участие в ходе Демянской десантной операции, во время которой в период с 18 по 24 февраля в составе 4-го воздушно-десантного корпуса была десантирована в районе западнее Юхнова с целью прорыва обороны войск противника с тыла, перерезания Варшавского шоссе и соединения с 50-й армией, однако поставленных целей полностью не достигла.
После выхода в апреле 1942 года назначен на должность начальника Куйбышевского воздушно-десантного училища, преобразованного из Куйбышевского пехотного и готовившего командиров взводов для ВДВ с общей численностью в 1000 курсантов.
В июне 1943 года назначен на должность командира 7-й гвардейской воздушно-десантной бригады, находившейся в резерве Ставки Верховного Главнокомандования, в январе 1944 года — на должность начальника Управления боевой подготовки Воздушно-десантных войск Красной армии, а 10 ноября того же года — на должность заместителя командира 37-го гвардейского воздушно-десантного корпуса, который вскоре принимал участие в боевых действиях в ходе Венской и Пражской наступательных операций, а также в освобождении городов Папа, Шопрон, Глогниц, Санкт-Пёльтен, Словенице, Собеслав и Писек.

### Послевоенная карьера
С июня 1945 года генерал-майор И. И. Курышев лечился в госпитале по болезни.
После выздоровления в январе 1946 года назначен на должность заместителя командира 6-го гвардейского стрелкового корпуса (Южная группа войск), после расформирования которого переведён заместителем командира 25-й гвардейской механизированной дивизии.
В декабре 1947 года направлен на учёбу на академические курсы усовершенствования офицерского состава при Военной академии бронетанковых и механизированных войск, после окончания которых с декабря 1948 года находился в распоряжении командующего воздушно-десантной армией и в феврале 1949 года назначен на должность начальника Воздушно-десантного училища имени Верховного Совета Киргизской ССР, а в марте 1954 года — на должность начальника военной кафедры Московского зоотехнического института коневодства.
Генерал-майор Иван Игнатьевич Курышев 27 октября 1954 года вышел в запас. Умер 5 мая 1984 года в Москве.

## Награды
- Два ордена Ленина (30.01.1943, 21.02.1945);
- Четыре Орден Красного Знамени (22.10.1937, 12.04.1942, 03.11.1944, 20.06.1949);
- Орден Отечественной войны 1 степени (16.07.1945);
- Медали;

- Орден Почётного легиона (Франция)[3].